# Anomalia veritable

Diagrama on s'indiquen l'anomalia mitjana, anomalia excèntrica, i anomalia veritable, l'òrbita i la circumferència principal. L'anomalia veritable és l'angle entre els segments sp i SZ.

L'anomalia veritable és l'angle que forma el planeta mesurat des del focus {\displaystyle S} de l'òrbita el·líptica amb el periheli del planeta. Es designa per {\displaystyle \nu \ }.
Es relaciona amb l'anomalia excèntrica {\displaystyle E} mitjançant:
{\displaystyle \tan {\frac {\nu }{2}}={\sqrt {\frac {1+e}{1-e}}}\tan {\frac {E}{2}}}
on {\displaystyle e} és l'excentricitat.

## Exemple
El planeta Mart té un any sideri de 686,98 dies i una excentricitat {\displaystyle e=0,09341}; volem calcular l'anomalia veritable  80 dies després que el planeta passi pel periheli.
- En anomalia mitjana es veu que {\displaystyle M=41,9226^{\circ }}
- En Equació de Kepler Mètode aproximacions successives es veu que amb només 6 iteracions {\displaystyle E=45,75668} amb totes les seves xifres exactes.
- Coneguda l'anomalia excèntrica només queda aplicar la fórmula:

{\displaystyle \tan {\frac {\nu }{2}}={\sqrt {\frac {1+e}{1-e}}}\tan {\frac {E}{2}}=1,09821\times 0,42197=0,463412} Així que l'anomalia veritable {\displaystyle \nu =49,7272^{\circ }} 